# Miguel Valor Peidró
Miguel Valor Peidró   (Alcoi, 2 de gener de 1945 - Alacant, 11 de febrer de 2024) va ser un polític valencià, que fou alcalde d'Alacant des de gener de 2015 fins a juny de 2015, designat per a la direcció de l'ajuntament pel Partit Popular de la Comunitat Valenciana després de la dimissió de Sonia Castedo en desembre de 2014.

## Biografia
Miguel Valor va nàixer a Alcoi en 1945. Estudià primària en el Col·legi Nacional Orosia Silvestre i batxiller a l'Institut Padre Eduardo Vitoria d'Alcoi, així com la realització de diversos cursets de vendes i màrqueting. A l'edat de 30 anys, va decidir abandonar la seva professió d'inspector d'assegurances, afiliant-se al partit Unió de Centre Democràtic per mediació de Luis Gámir. Posteriorment, amb la dissolució del partit el 1983, es canvià al Partit Popular.
Va anunciar la seva intenció de retirar-se de la política en el mes de maig de 2015, amb les eleccions municipals.